# Honda XL-650V Transalp
Honda XL-650V Transalp je motocykl kategorie enduro, který vyráběl přední japonský výrobce motocyklů – Honda v letech 2000-2006. Předchůdcem typu je model Honda XL-600V Transalp, následovník se zvýšeným objemem je Honda XL-700V Transalp. Stejným motor používal i model Honda XRV-650 AfricaTwin.

## Technické parametry
- Motor
  - Mazání: 	tlakové oběžné
  - Zapalování:	digitální elektronické
  - Spouštění: 	elektrické

- Spojka:	vícelamelová v olejové lázni

- Podvozek
  - Rám: dvojitý kolébkový z ocelových trubek
  - Přední kolo:	s drátovým výpletem 21
  - Zadní kolo: 	s drátovým výpletem 17

- Rozměry a hmotnosti
  - Světlá výška: 192 mm
  - Suchá hmotnost:	191 kg
  - Maximální rychlost: 175 km/hod